# M.U.D. TV
M.U.D. TV (Mad Ugly Dirty Television) est un jeu vidéo de simulation économique développé par Realmforge Studios et édité par Kalypso Media, sorti en 2010 sur Windows.

## Système de jeu
Le principe du jeu est de gérer une station de télévision.

## Accueil
- PC Gamer : 45 %[1]
- PC Zone : 45 %[2]